# Iana Doubynianska
Iana Doubynianska (nom d'usage à l'international: Yana Dubynianska; en ukrainien: Яна Дубинянська), née le 21 août 1975 à Théodosie en Crimée, est une autrice ukrainienne.

## Biographie
Elle étudié à l'école d'art de Crimée Samokych artiste, elle a eu plusieurs expositions personnelles, puis en 1996 à l'Université de Lviv des études en journalisme. Doubynianska publie des romans en russe et des nouvelles en russe et ukrainien.